# Хурэлхуугийн Болортуя
Хурэлхуугийн Болортуя (монг. Хүрэлхүүгийн Болортуяа; род. 3 мая 1996, Эрдэнэт) — монгольская женщина-борец вольного стиля, призёр чемпионата Азии, участник Олимпийских игр.

## Карьера
В январе 2020 года в Красноярске стала победителем «Гран-При Иван Ярыгин», одолев в финале свою соотечественницу Пурэвсурэнгийн Улзийсайхан. В мае 2021 года в Софии завоевала олимпийскую лицензию на мировом отборочном турнире к Олимпиаде в Токио. В августе 2021 года на Олимпиаде в схватке на стадии 1/8 финала одолела Сонам Малик из Индии по последнему действию (2:2), а в 1/4 финала уступила Тайбе Юсеин из Болгарии (0:10), и заняла итоговое 10 место.

## Достижения
- Чемпионат Азии по борьбе среди кадетов 2011 — ;
- Чемпионат Азии по борьбе среди кадетов 2013 — ;
- Чемпионат Азии по борьбе среди молодёжи U23 2019 — ;
- Чемпионат Азии по борьбе 2021 — ;
- Чемпионат Азии по борьбе 2022 — ;
- Олимпийские игры 2020 — 10;